# Violetta Sobierańska
Violetta Renata Sobierańska (ur. 29 listopada 1971) – polska dyplomatka, Konsul Generalna RP w Ałmaty (2019–2020).

## Życiorys
Violetta Sobierańska ukończyła rusycystkę na Uniwersytecie Łódzkim. W 2005 uzyskała uprawnienia tłumaczki przysięgłej języka rosyjskiego. Zawodowo związana z polską służbą konsularną. Przebywała m.in. na placówkach w Moskwie (dwukrotnie, ok. 2002–2003 i ok. 2008–2010), Grodnie (ok. 2016, w tym jako p.o. kierownika placówki), Brześciu (ok. 2018). Od 2019 do 2020 była Konsul Generalną RP w Ałmaty.

## Publikacje
- Marcin Krzyszycha, Violetta Sobierańska: Odradzanie się mniejszości polskiej w Federacji Rosyjskiej. Lublin: Oficyna Wydawnicza Wojewódzkiego Ośrodka Kultury : nakł. autora, 2003, s. 126. ISBN 83-89464-05-5.